# Strimmig honungsfågel
Strimmig honungsfågel (Plectorhyncha lanceolata) är en fågel i familjen honungsfåglar inom ordningen tättingar.

## Utseende och läte
Strimmig honungsfågel är en medelstor och tydligt streckad honungsfågel. Underisdan vit, ovansidan huvudsakligen grå. Huvudet är distinkt streckat i svart och vitt liksom ner på övre delen av ryggen. Sången varierar men består av en ljudlig serie melodiska toner, ofta med ökande tonhöjd.

## Utbredning och systematik
Fågelns utbredningsområde är i östra Australien (centrala Queensland till nordvästra Victoria och sydöstra South Australia). Den placeras som enda art i släktet Plectorhyncha och behandlas som monotypisk, det vill säga att den inte delas in i några underarter.

## Levnadssätt
Strimmig honungsfågel hittas i en rad olika miljöer. Den är rätt skygg och hörs oftare än ses.

## Status
Arten har ett stort utbredningsområde och beståndet anses stabilt. Internationella naturvårdsunionen IUCN listar den därför som livskraftig (LC).

## Bilder

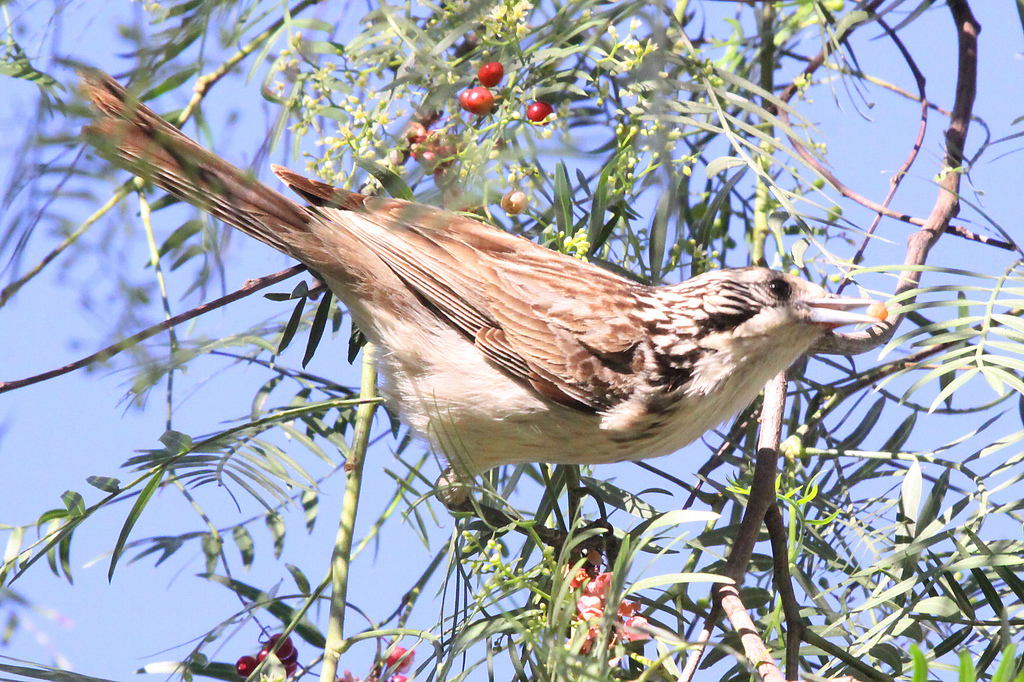
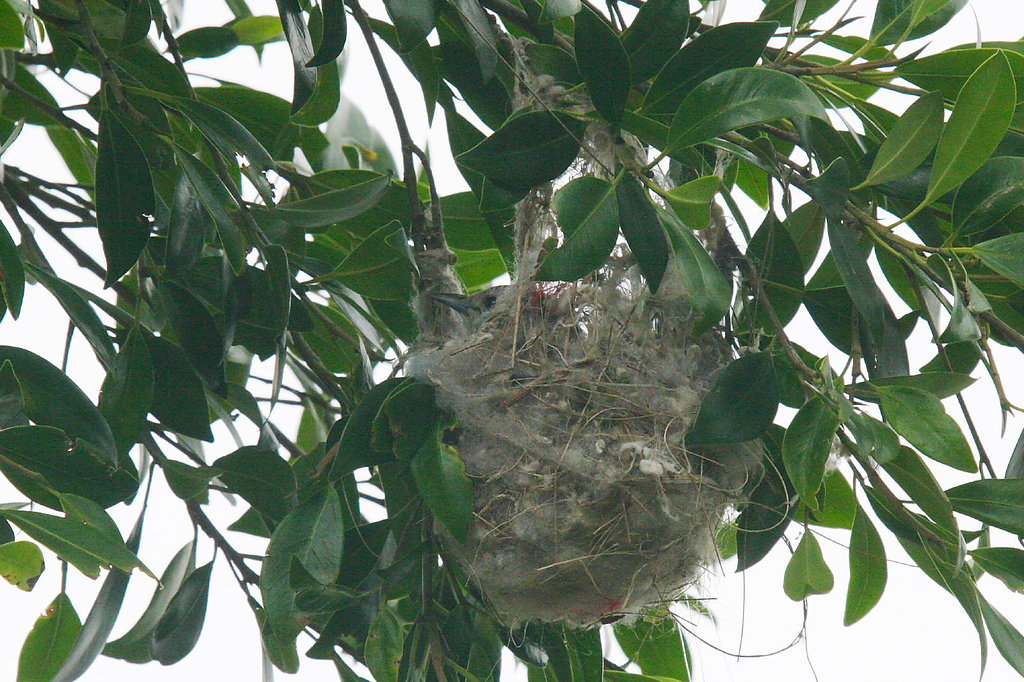
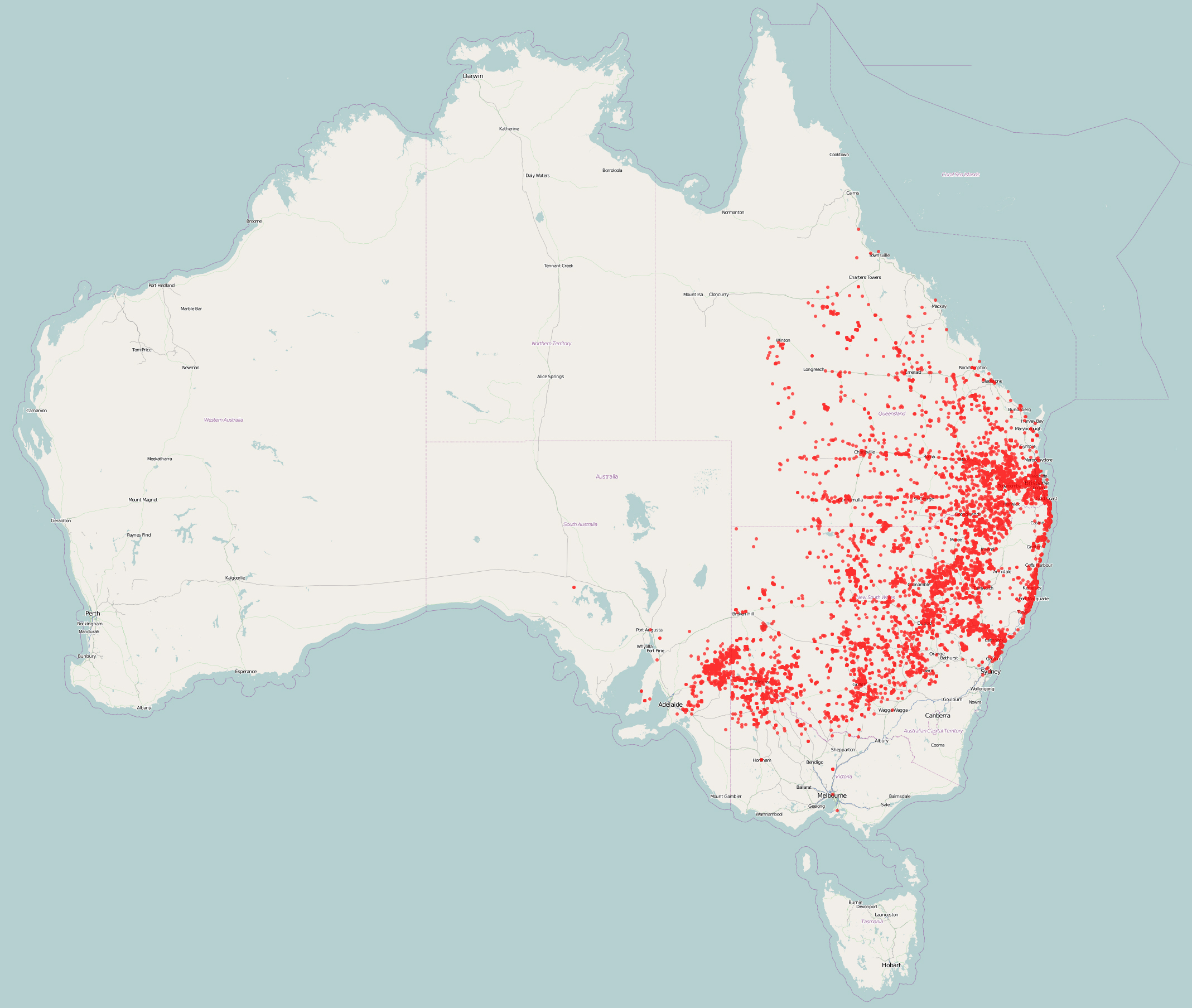